# Tiempo (Erreway)
Tiempo è il secondo album in studio del gruppo musicale argentino Erreway, pubblicato il 15 aprile 2003.

## Tracce
1. Tiempo – 4:06 (Cris Morena e Carlos Nilson)
2. Será de Dios – 3:55 (Cris Morena e Silvio Furmansky)
3. Para cosas buenas – 3:10 (Cris Morena e Carlos Nilson)
4. Dije adiós – 4:09 (Cris Morena e Silvio Furmansky)
5. Me da igual – 3:28 (Cris Morena e Carlos Nilson)
6. Que estés – 3:29 (Cris Morena e Carlos Nilson)
7. No estas seguro – 3:13 (Cris Morena e Carlos Nilson)
8. No se puede más – 3:40 (Cris Morena e Carlos Nilson)
9. Te soñé – 3:00 (Cris Morena e Carlos Nilson)
10. Invento – 3:41 (Cris Morena e Carlos Nilson)
11. Vas a salvarte – 3:18 (Cris Morena e Carlos Nilson)
12. Vamos al ruedo – 3:43 (Andrés Calamaro)

## Formazione
- Felipe Colombo – voce
- Benjamín Rojas – voce
- Camila Bordonaba – voce
- Luisana Lopilato – voce